# Red Leaves
Red Leaves ist der amerikanische Originaltitel einer Kurzgeschichte von William Faulkner, die in ihrer deutschen Übersetzung den Titel Rotes Laub trägt.

## Veröffentlichung
Erstmals veröffentlicht wurde sie am 25. Oktober 1930 in der Saturday Evening Post. Sie war eine der ersten Stories, die Faulkner an ein größeres Magazin verkaufen konnte; 1931 wurde Rotes Laub in der Kurzgeschichtensammlung These 13 nochmals abgedruckt. Generell gehört die vorliegende Short Story zu den am häufigsten gedruckten oder gar an englischen/amerikanischen Hochschulen gelesenen Arbeiten Faulkners.

## Handlung
Die Story handelt von Vorgängen unter den amerikanischen Indianern, so ist Red Leaves eine geläufige Bezeichnung in den U.S.A. für sie, speziell für den Stamm der Chickasaw. Hauptmerkmal der Handlung ist, dass der Häuptling Issetibbeha gestorben ist, und nach Brauch werden sein Pferd, sein Hund und sein persönlicher Diener mit ihm begraben. Durch die Annäherung an die weiße Bevölkerung in ihrer Region haben die Indianer auch seit geraumer Zeit schwarze Sklaven als Hausdiener, die offensichtlich eine andere Einstellung dazu haben. Die Story beginnt, wenn zwei ältere Indianer sich auf zu den Hütten der Schwarzen machen. Der ältere von ihnen – Three Basket – geht bereits fest davon aus, dass der zu holende Sklave entflohen sei, da er nicht sterben möchte. Der Sklave des vorangegangenen Häuptlings Doom wäre damals auch ausgerissen.
Sie finden sich in der Siedlung der Schwarzen bestätigt. Aus mehreren Erzählperspektiven wird nun die Flucht des Sklaven und die Jagd auf ihn durch die Indianer beleuchtet. Bei dieser Schilderung spielen auch Rückblenden, bzw. Reflexionen der eigenen Handlung eine zentrale Rolle. Dabei fällt vor allem die Lustlosigkeit des neuen Häuptlings, Moketubbe, auf, der sich den Pflichten oder gar der Bürde seines neuen Amtes offensichtlich zu entziehen versucht. Gegen Ende wird der Sklave ohne großen Widerstand ergriffen und seinem Schicksal übergeben.

## Wirkung und Kommentar
Edmond Loris beschrieb Rotes Laub in A Reader’s Guide to William Faulkner: The Short Stories als die Vision des unaufhaltsamen, brutalen Modell der Natur, die bestimmt, dass alles was lebt sterben muss.
In Faulkner and the Mississippi Indians legt der Autor Elmo Howell dar, dass es sich bei Rotes Laub nicht um eine akkurate Darstellung des Lebens der Chickasaw-Indianer handelt; Faulkner dies offenbar nicht einmal angestrebt habe. Anders als in der Kurzgeschichte beschrieben, wurden nie kannibalistische Handlungen innerhalb dieses Stammes beobachtet.

## Angeblicher Einfluss Hemingways auf Faulkner bei dieser Story
Der Story wird nachgesagt, dass Faulkner bei der Niederschrift von Ernest Hemingways Stierkampf-Essay Tod am Nachmittag inspiriert worden zu sein; tatsächlich wurde Faulkners Kurzgeschichte Rotes Laub bereits 1930 veröffentlicht, während Hemingways Nonfiction-Buch erst 1932 erschien. Ferner gab es keinen bekannten Briefwechsel zwischen Faulkner und Hemingway. Einigen Quellen nach soll Faulkner Hemingway als Schriftsteller wertgeschätzt haben, was jedoch nicht auf Gegenseitigkeit zu beruhen schien. Als Hemingway 1954 mit dem Nobelpreis ausgezeichnet wurde bemerkte er, dass Autoren wie Mark Twain, Henry James, Bernard Berenson oder auch Carl Sandburg den Preis mehr verdient gehabt hätten als Sinclair Lewis (erster US-amerikanischer Nobelpreisträger für Literatur im Jahre 1930) oder eben William Faulkner (Preisträger für das Jahr 1949). Des Weiteren waren die literarischen Stile Faulkners und Hemingways sehr unterschiedlich. Ein Austausch der beiden Literaten kann demnach ausgeschlossen werden.